# 大奧梅利亞納

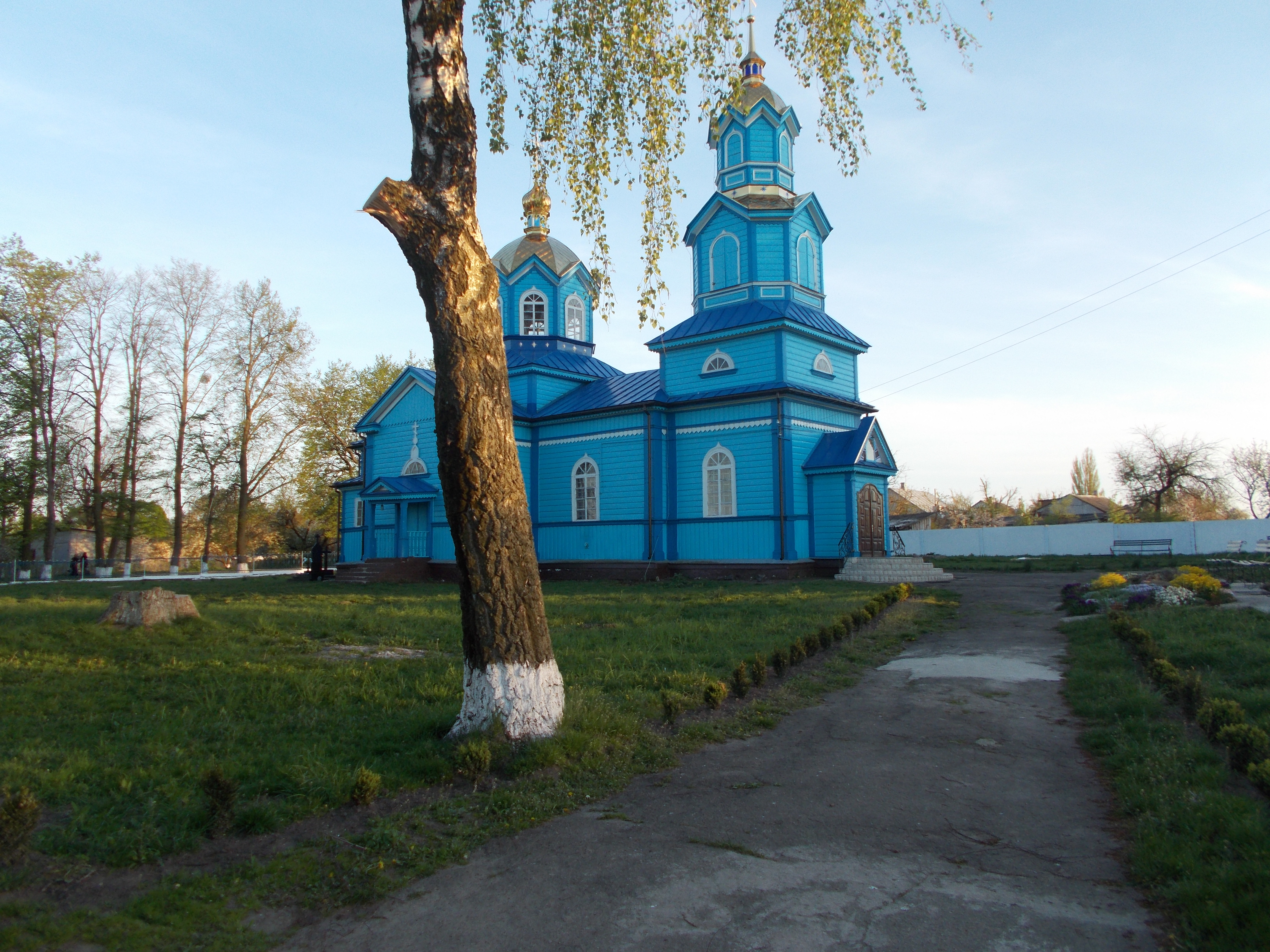
教堂

50°35′19″N 26°8′54″E / 50.58861°N 26.14833°E
大奧梅利亞納（烏克蘭語：Велика Омеляна），是烏克蘭西北部里夫内州里夫内区大奧梅利亞納市鎮的村落及其行政中心。面積2.73平方公里，海拔高度228米，2001年人口10,700，人口密度每平方公里599.6人。